# Estrechos de Moyle

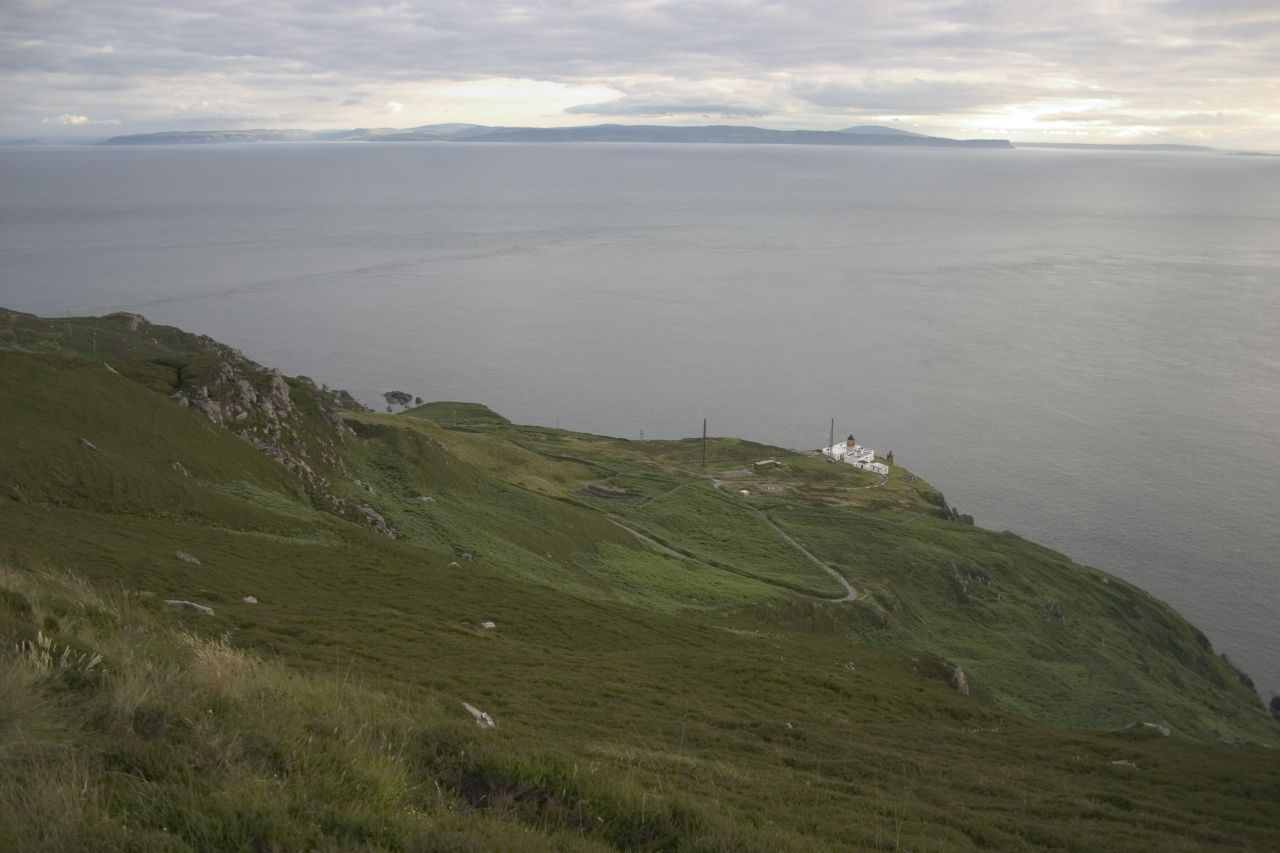
Vista de las aguas de los estrechos de Moyle desde el Mull of Kintyre (abajo el faro).

Los estrechos de Moyle (en inglés: Straits of Moyle; en gaélico o irlandés y gaélico escocés, Sruth na Maoile) es el nombre que recibe la zona marítima comprendida entre Irlanda del Norte nororiental y Escocia sudoccidental. Se corresponde con lo que es el canal del Norte. 
En los estrechos de Moyle el canal del Norte mide solo 20 km de ancho, siendo la menor distancia entre las islas de Gran Bretaña e Irlanda. Desde algunos lugares es posible ver la otra orilla en los días despejados.
El estrecho debe su nombre al Consejo de Distrito de Moyle, un área del gobierno local en Irlanda del Norte, y son famosos en la mitología celta irlandesa a través de su asociación con la leyenda de los hijos de Lir.